# George Young
George Redburn Young (Glasgow, Escocia; 6 de noviembre de 1946 - 22 de octubre de 2017) fue un músico, compositor y productor musical australiano.

## Biografía
Nacido en Glasgow, era el hermano mayor de Angus y Malcolm Young (guitarristas de AC/DC), a quienes enseñó a tocar la guitarra eléctrica. Cuando era adolescente, se mudó a Australia con su familia, y obtuvo la nacionalidad australiana. 
Fue miembro de la banda australiana de rock de los años sesenta "The Easybeats" tocando la guitarra rítmica en esta banda de rock and roll de Sídney, fundada a finales de 1964 y disuelta a finales de 1969. Con su compañero de banda Harry Vanda, fue coguionista de los éxitos internacionales "Friday on My Mind" y "Love is in the air", este último grabado en 1978 por John Paul Young (sin ninguna relación familiar con él, pese al mismo apellido).  
George fue miembro principal del grupo "Flash and the Pan", activo entre fines de los 70 y mediados de los 90 y con el cual cosechó algunos singles exitosos (incluyendo al Top Ten en el Reino Unido "Waiting for a train").
Tras varios años de mucho éxito, sobre todo en Australia, se dedicó a partir de 1970 a producir discos de otros artistas, y junto a su excompañero en Easybeats Harry Vanda, produjo todos los discos de AC/DC hasta 1978. Vanda y Young ingresaron en el Salón de la Fama de ARIA en 1988 y los Easybeats en 2005.  
Young falleció el 22 de octubre de 2017, a los 70 años en Sídney, Nueva Gales del Sur, Australia.